# Haregade
Haregade er en gade i kvarteret Nyboder i Indre By i København, der ligger mellem Borgergade og Kronprinsessegade i forlængelse af hhv. Tigergade og Timiansgade. Gaden er opkaldt efter dyret hare.
Gaden blev anlagt som en del af den oprindelige del af Nyboder, der opførtes under Christian 4. i 1630'erne og 1640'erne. Navnet kendes fra 1654 i formen Hare Stredet og er en del af en gruppe af gader mellem Adelgade (senere omlagt) og Borgergade, der fik dyrenavne. Bebyggelsen fra dengang er dog for længst væk. I stedet finder man i dag toetages Nyboder-huse fra Frederik 5.'s tid langs den nordlige side. På en del af den sydlige side ligger en række af de såkaldte "Grå Stokke" som arkitekten Olaf Schmidth opførte her i 1891. De var inspireret af de mange arbejderboliger, der opførtes på den tid, men tilpasset Nyboders eksisterende arkitektur, som der kan sammenlignes direkte med i netop denne gade.